# کاکتوس زربفت
کاکتوس زَربَفت (نام علمی: Mammillaria elongata) نام یک گونه از سرده کاکتوس‌های توپی است.